# メアリー・キングスリー
メアリー・ヘンリエッタ・キングスリー（Mary Henrietta Kingsley、1862年10月13日 - 1900年6月3日）は、イギリスの民族誌学者、著述家、探検家である。西アフリカを探検して得られた成果は、アフリカ文化に対するヨーロッパ人の認識やイギリス帝国主義の形成に貢献した。

## 若年期
メアリー・キングスリーは1862年10月13日に医師で旅行家・著述家のジョージ・キングスリーとメアリー・ベイリーの長女としてロンドンに生まれた。一族は作家の家系であり、おじに小説家のチャールズ・キングズリーとヘンリー・キングスリーがいる。メアリーが生まれて1年もしないうちに一家はハイゲートに転居し、1866年には弟のチャールズ（チャーリー）が生まれた。1881年までに、ケント州ベクスリーのサウスウッド・ハウスに転居していた。
父ジョージは医師で、ペンブローク伯爵やその他の貴族のために働いており、定期的に家を空けて航海に出ていた。その航海の間、ジョージは研究のための情報を集めていた。ジョージは1870年から1875年にかけて、ダンレイヴン伯爵の北アメリカ旅行に同行した。この旅行中ジョージは、ジョージ・アームストロング・カスター将軍率いるアメリカ陸軍によるスー族討伐の遠征に同行するよう誘われた。カスター将軍の遠征軍がスー族に大慘敗したことがイギリスで報道され、留守を預かるキングスリー家は恐怖に陥ったが、悪天候のためジョージは同行しなかったことがわかり、安心したという。このような父のインディアンに対する不公平感が、後にメアリーが西アフリカにおけるイギリスの文化帝国主義に対して抱く意見につながったものと推測される。
教育に関しては、幼少時にドイツ語の授業を受けたくらいで、弟と違って正式な学校教育はほとんど受けていない。当時、キングスリー家の階級においては、女子には教育は必要ないと考えられていた。しかしキングスリーは、父が保有する膨大な蔵書を読むことができ、父から外国の話を聞くのが好きだった。キングスリーは、ジェイン・オースティンやシャーロット・ブロンテのような、当時の若い女性向きとされていた小説は好まず、科学に関する本や探検家の回想録などを好んで読んでいた。1886年、弟チャーリーが法律を学ぶためにケンブリッジ大学クライスツ・カレッジに入学した。その伝手で、キングスリーには学究的な人脈と数人の友人ができた。
宗教に関しては、キングスリーがキリスト教を信仰していたことはほとんど知られていないが、彼女は「自分の言葉で要約すると（中略）『神への完全な信仰』」を持つ自称信者であり、一方で「アフリカの宗教」と表現されるものにも強く共感していた。彼女は、キリスト教の宣教師やその活動が、アフリカの文化を奪い、アフリカに対し何の見返りもないことを批判したことで知られている。
1891年のイギリスの国勢調査では、キングスリーの母親と2人の子供はケンブリッジのモーティマ・ロード7番地に住んでおり、チャールズは法学の学士課程、メアリーは医学の学生と記録されている。後年、キングスリーの母は病気になり、彼女は母の健康管理をすることになった。母のそばを離れることができず、旅行の機会も限られていた。やがて、父も遠征の後、リウマチ熱で寝たきりになってしまった。父は1892年2月に亡くなり、母も同年4月に亡くなった。これにより、メアリーは家族の責任から「解放」され、8,600ポンドの遺産を弟と折半したことで、夢にまで見た旅に出ることができるようになったのである。メアリーは、父が書き始めたアフリカ文化に関する本の資料集めを続けるために、アフリカを訪れることにしたと言われている。

## アフリカへの旅
カナリア諸島を事前に訪問したキングスリーは、アフリカ西海岸への旅を決意した。一般的に、アフリカ以外に住む女性が（多くの場合は危険を伴う）アフリカへの旅に出るのは、宣教師や政府の役人、探検家の妻などに限られていた。探検や冒険は、イギリス人女性の役割としてはふさわしくないと考えられていたが、イザベラ・バードやマリアンヌ・ノースなどの影響を受けて考え方が変化していった。アフリカの女性たちは、キングスリーのような年齢の女性が男性を伴わずに旅をしていることに驚き、「なぜ夫が同行しないのか」とよく聞かれたという。
キングスリーは1893年8月17日にシエラレオネに上陸し、そこからアンゴラのルアンダまで旅をした。彼女は、現地の人々と生活を共にし、大自然の中で生きていくために必要なサバイバル術を教えてもらったり、アドバイスをもらったりした。危険な場所に一人で行くことも多かったという。彼女は、自身の怪我や病気に備えて、旅行前に看護師の訓練を受けていた。1893年12月、キングスリーはイギリスに帰国した。
帰国後、大英博物館の著名な動物学者アルベルト・ギュンターの支援を得ることができ、また、旅行記の出版を希望していた出版社ジョージ・マクミランと執筆契約を結んだ。
1894年12月23日、彼女はイギリスからの支援と物資を携えて再びアフリカに戻り、仕事に対する自信を深めた。彼女は、ヴィクトリア朝時代に「フェティッシュ」と呼ばれていた「カニバル」と呼ばれる人々やその伝統的な宗教的慣習を研究したいと考えていた。4月、彼女はスコットランドの宣教師メアリー・スレッサーと知り合った。スレッサーもまた、アフリカの原住民の中で、ほとんど仲間もなく、夫もいない状態で生活しているヨーロッパ人女性だった。キングスリーが双子殺しの風習を知ったのは、このスレッサーとの出会いがきっかけだった。双子の片方は母親と密かに交尾した悪魔の子と信じられており、罪のない子供は見分けがつかないために、両方とも殺され、母親も悪魔を呼び寄せて妊娠させたとして殺されることが多かったのである。キングスリーがスレッサーの屋敷に到着したのは、双子を産んだ母親とその生き残りの子供を彼女が引き取った直後だった。
その後、ガボンではオゴウェ川をカヌーで遡り、それまで西洋の科学界では知られていなかった魚の標本を採取し、そのうちの3種は後に彼女の名前にちなんで名付けられた。ファン人と出会い、未開の地であるファン人の領域を旅した後、それまでヨーロッパ人が挑戦したことのないルートで、標高4,040メートルのカメルーン山に登頂した。彼女はドンギラに船を停泊させていた。

## イギリスへの帰国
1895年11月に帰国したキングスリーを迎えたのは、彼女を熱心に取材するジャーナリストたちだった。しかし、彼女の航海についての報道は、彼女が受け入れていない「新しい女」というイメージで書かれており、それは彼女が最も憤慨したものであった。キングスリーは、フェミニスト運動の主張とは距離を置き、女性参政権は「些細な問題であり、男性にとっては最も重要な部分であるが、選挙権を奪われた女性はそれを待つことができる」と主張していた。このようにキングスリーが女性の権利を主張しないのは、自分の作品がより好意的に受け止められるようにするためなど、様々な原因が考えられるが、実際には、西アフリカのイギリス人貿易商の権利を確保することが重要であるという彼女の信念に直接言及しているのではないかと主張する人もいる。
その後3年間、彼女はイギリスを回り、アフリカでの生活についての講演を行った。彼女は、リバプールとマンチェスターの商工会議所で講演した初の女性だった。
キングスリーは、宣教師がアフリカの人々を改宗させ、宗教を堕落させようとしていると批判し、英国国教会を動揺させた。また、一夫多妻制をはじめとする、イギリス人にとっては衝撃的なアフリカの生活様式を数多く取り上げ、これらは必要に迫られて行われていると主張した。キングスリーはアフリカの人々と生活を共にして、彼らの社会がどのように機能しているのか、また一夫多妻制のような習慣を禁止することが彼らの生活様式にとっていかに有害であるかを直接認識した。キングスリーは、典型的なアフリカ人の妻たちは、一人で管理するにはあまりにも多くの仕事を抱えていることを知っていた。アフリカの宣教師は、改宗した男性に対して、妻を1人だけにするように要求することが多く、選ばれた妻以外の女性や子供たちは夫の支えを得られず、社会的にも経済的にも莫大な問題を抱えていた。
文化的・経済的帝国主義に対するキングスリーの信念は複雑であり、今日でも学者たちの間で広く議論されている。彼女は、アフリカの人々や文化を保護・保全すべきものと考えていたが、一方ではイギリスによる経済的・技術的な影響力の必要性を信じ、西アフリカには間接統治によって白人が完成させなければならない仕事があると主張していた。しかし、『西アフリカ研究』の中で、彼女は「根っからのダーウィン主義者ではありますが、私は、フェティッシュを下に、キリスト教を上にした、整然とした垂直線上の進化が、真の状態を表しているかどうかは疑問です。」と書いている。他の、より受け入れられやすい信念は、西欧社会で（貿易商、帝国主義者、女性の権利活動家などによって）様々に認識され、使用された。そして、それらが見事に表現されたことで、「アフリカ人」と「彼の」土地に対する一般的な認識が形成されたのである。

## 著述
キングスリーは自分の体験を2冊の本にまとめた。1897年の"Travels in West Africa"（西アフリカ旅行記）はすぐにベストセラーになり、1899年の"West African Studies"（西アフリカ研究）とともに、学者の間で尊敬と名声を得た。しかし、フローラ・ショーが植民地記事の記者だった『タイムズ』紙のように、キングスリーの作品の書評を掲載しない新聞もあった。これは、キングスリーの信念が、大英帝国の帝国主義的な意図やアフリカ人が劣等民族であるという考えに反していたからだという意見もあるが、キングスリーはイギリスの貿易商やアフリカにおけるイギリスの間接統治については支持していたので、それだけでは彼女の不評を説明することはできない。
『西アフリカ旅行記』が大きな成功を収めたのは、キングスリーの勢いがあって滑稽でユーモアに満ちた文章によるところが大きいが、その文章は、破廉恥な物語を装いながらも、父親がやり残した仕事を完成させるという真の目的からは決して揺るがない。顕在的なウィットと潜在的な分析の両極の間で、キングスリーは、「...芸術家の絵ではなく、写真であり、細部がぎっしり詰まった色のないバージョンである」というイメージで、詩的な思考の言説を構築していた。この現象は、ヴァルター・ベンヤミンのテキストでもよく指摘されている。自分の方法については、「それは単に、白人であれ黒人であれ、私の仲間の美点を、彼らにとっては名誉な方法で、私にとっては幸運な方法で、引き出す力を持っているということです」と言っている。自分の目的については、「私が西アフリカに行った動機は研究でした。その研究とは、宗教や法律における先住民の考えや慣習に関するものでした。この研究を始めた理由は、私の父、ジョージ・キングスリーが死に際に未完のまま残した偉大な書物を完成させたいと思ったからです」と語っている。父については「彼の仕事は、偉大な輝きと卓越したキャリアを約束しているように見えましたが、残念ながらその約束は完全には果たされませんでした」と語った。ジョージ・キングスリーは、実際にはいくつかの断片を散在させただけで、メアリー・キングスリーの大著には、その断片は一片も入っていない。むしろ、レヴィ＝ストロースとその著書『悲しき熱帯』の先駆者である娘の文章の中にこそ、父の夢の願いが最終的に達成され、一族の名誉が保たれているのである。

## 死去

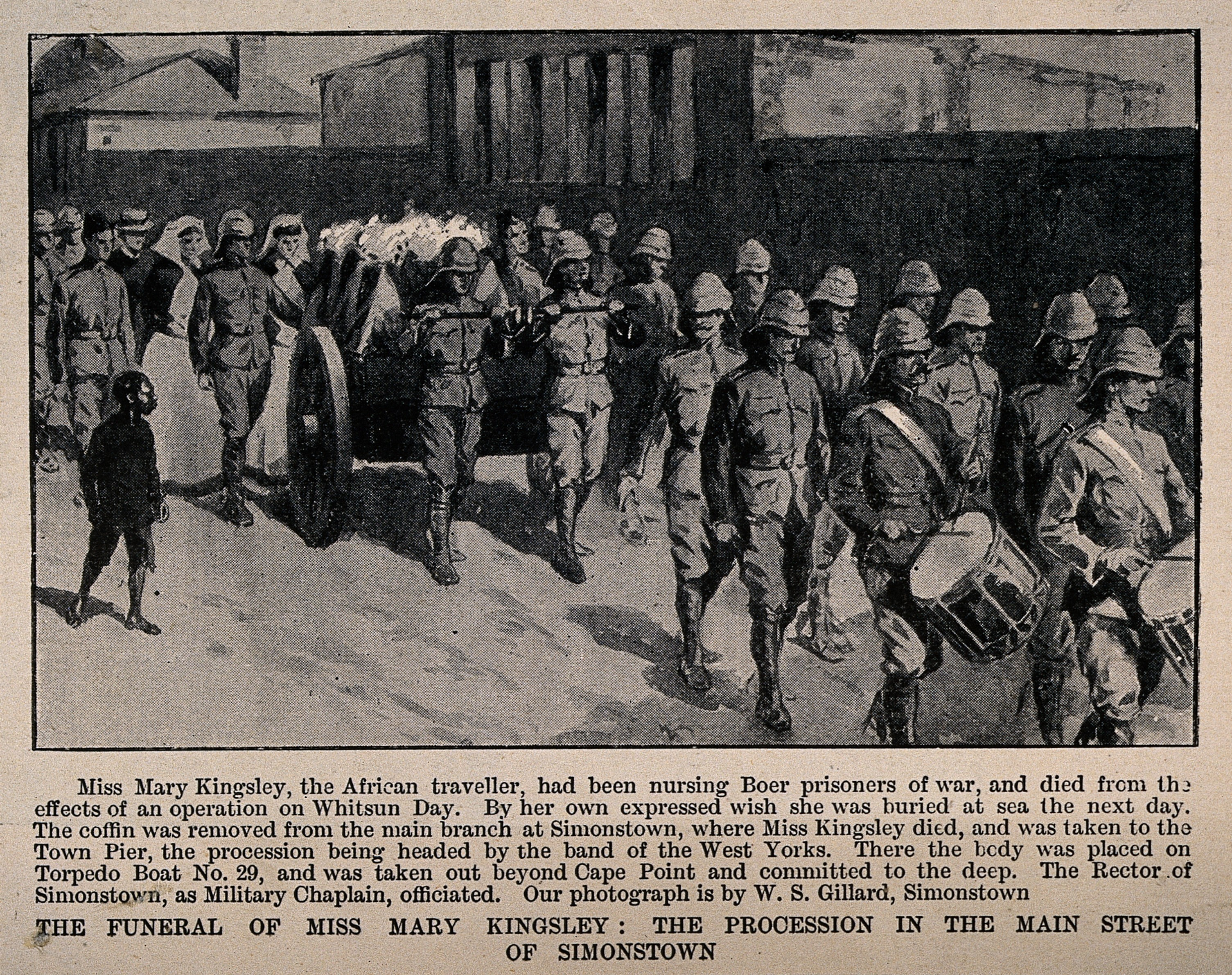
キングスリーの葬列

第二次ボーア戦争が勃発すると、キングスリーは看護師としての従軍を志願し、1900年3月にムーア号でケープタウンに渡った。ケープタウン近郊のサイモンズタウンの病院に配属され、ボーア軍の捕虜の治療にあたった。約2か月間、病人のために尽くしたが、腸チフスに罹患し、1900年6月3日に亡くなった。目撃者は「彼女は一時的に回復したが、自分がもうだめだと悟っていた。自分が弱っているところを誰にも見せたくないと言って、一人で死なせてくれと頼んだ。動物たちはそう言って、一人で死ぬために去ってゆくのだ」と報告した。故人の希望により、遺体は海に埋葬された。その様子は、次のように報告されている。「これが、彼女が自分のために求めた唯一の好意と栄誉であり、それが叶えられたのだと思います。ウェスト・ヨークシャーの一団がバンドを従えて、砲車に乗せた棺を病院から桟橋に運び......魚雷艇29号が出航してケープ岬を回り、彼女が埋葬を選んだ場所に彼女を置きました」「棺がなかなか沈まず一旦船上に引き上げられ、今度は錨で重しをして再び投げ出すことになったのは、キングスリー自身も『楽しんだ』であろう喜劇の一幕でした」

## 遺産
キングスリーがアフリカでの生活を語ったり意見を述べたりすることで、海外におけるイギリス帝国の思惑や、それまでヨーロッパの人々にはほとんど語られず誤解されていたアフリカの人々の土着の風習に注目が集まった。彼女の死後まもなく結成された公正商業党(The Fair Commerce Party)は、イギリス植民地における原住民の待遇改善を求めた。また、彼女に敬意を表してさまざまな改革団体が設立され、政府の変革を促した。リバプール熱帯医学校は、キングスリーの名を冠した賞を創設した。シエラレオネでは、シエラレオネ大学フォーラー・ベイ・カレッジのアフリカ研究所の中にある講堂にメアリー・キングスリーの名前が冠されている。

## 著作物
- Kingsley, M. W. (1896). “Travels on the western coast of equatorial Africa”. Scottish Geographical Magazine 12 (3):  113–124. doi:10.1080/00369229608732860. ISSN 0036-9225.
- Kingsley, Mary (2015). Travels in West Africa. BookRix. ISBN 978-3-7368-0451-7
- Kingsley, Mary (2002). Brandt, Anthony. ed. Travels in West Africa. Washington DC: National Geographic. ISBN 9780792266389
- Kingsley, Mary H (1901). West African Studies (Second, expanded ed.). London: MacMillan

## 情報源
- Alexander, Caroline (1990). One dry season: in the footsteps of Mary Kingsley. Knopf. ISBN 978-0-394-57455-4
- Flint, J.E. (2009). “Mary Kingsley — a reassessment”. The Journal of African History 4 (1):  95–104. doi:10.1017/S002185370000373X. ISSN 0021-8537.
- Frank, Katherine (2006). A Voyager Out: The Life of Mary Kingsley. Tauris Parke. ISBN 978-1-84511-020-8
- Gwynn, Stephen; Rattray, R. S. (October 1932). “The Life of Mary Kingsley”. Journal of the Royal African Society 31 (125):  354–365. JSTOR 716893.
- Gwynn, Stephen (1940). The Life of Mary Kingsley. Hammondswoth, Middlesex, England: Penguin Books. pp. 174. ASIN B0014IGN0S
- Lévi-Strauss, Claude (1967). Tristes Tropiques: an anthropological study of primitive societies in Brazil. New York: Atheneum
- Matthew, H. C. G.; Harrison, Brian (2004). Oxford Dictionary of National Biography: In Association with the British Academy. OUP Oxford. ISBN 978-0-19-861411-1
- Kingsley, George Henry; Kingsley, Mary Henrietta (1900). Notes on Sport and Travel. Macmillan
- Seccombe, Thomas (1892). "Kingsley, George Henry" . In Lee, Sidney (ed.). Dictionary of National Biography (英語). Vol. 31. London: Smith, Elder & Co.
- Wilcox, Desmond (1975). Ten who dared. Little, Brown. ISBN 978-0-913948-09-5